# Vincenzo Righini
Vincenzo Maria Righini (ur. 22 stycznia 1756 w Bolonii, zm. 19 sierpnia 1812 tamże) – włoski kompozytor i śpiewak, tenor.

## Życiorys
Jako dziecko był chórzystą przy kościele San Petronio w Bolonii. Jego nauczycielem był Giovanni Battista Martini. Jako śpiewak debiutował w Parmie w 1775 roku. W latach 1776–1778 występował z włoską trupą operową w Pradze, gdzie wystawił swoje pierwsze trzy opery. Od 1780 do 1787 roku działał w Wiedniu na dworze cesarza Józefa II jako dyrektor opery włoskiej. W latach 1787–1792 był nadwornym kapelmistrzem księcia elektora Karola Fryderyka Józefa von Erthal w Moguncji. Od 1793 do 1810 roku przebywał w Berlinie, gdzie był kapelmistrzem i dyrektorem opery włoskiej. W 1812 roku wrócił do rodzinnej Bolonii.
W 1788 roku poślubił śpiewaczkę Annę Marię Lehritter (1762–1793). Po jej śmierci ożenił się powtórnie w 1793 roku ze śpiewaczką Henriette Kneisel (1767–1801), z którą rozwiódł się w 1800 roku.

## Wybrane kompozycje
(na podstawie materiałów źródłowych)

### Utwory sceniczne
- tragikomedia Il Convitato di pietra, ossa Il Dissoluto punito (wyst. Praga 1776)
- commedia giocosa La bottega del café (wyst. Praga 1778)
- dramma giocoso La Vedova scaltra (wyst. Praga 1778)
- dramat Armida (wyst. Wiedeń 1782, wersja zrewid. wyst. Berlin 1799)
- dramma giocoso L’incontro inaspettato (wyst. Wiedeń 1785)
- opera buffa Il Demogorgone, ovvero Il Filosofo confuso (Wiedeń 1786)
- dramma serio Antigono (wyst. Moguncja 1788)
- azione teatrale Alcide al bivio (Koblencja 1790)
- opera Vasco di Gama (wyst. Berlin 1792)
- dramma eroitragico Enea nel Lazio (wyst. Berlin 1793)
- dramat Il trionfo d’Arianna (wyst. Berlin 1793)
- dramat Le Gerusalemme liberata, ossia Arminda al campo de’ franchi (wyst. Berlin 1799)
- dramma eroico Tigrane (wyst. Berlin 1800)
- pantomima Minerva belebet die Statue des Dädalus (wyst. Berlin 1802)
- opera La selva incantata (wyst. Berlin 1803)

### Utwory religijne
- Missa solemnis d-moll na głosy i orkiestrę (1790)
- Te Deum na głosy i orkiestrę (1810)

### Utwory instrumentalne
- Symfonia G-dur (ok. 1790)
- Koncert fletowy G-dur (1802)
- Serenade na 2 klarnety, 2 rogi i 2 fagoty (b.d.)